# ناروتو (توكوشيما)
مدينة ناروتو (بالإنجليزية: Naruto)‏ هي إحدى المدن التابعة لمحافظة توكوشيما. تأسست رسميًا في 15/03/1947. ويقدر عدد سكانها بـ 62453 نسمة حسب تقدير مكتب الإحصاء الياباني لعام 2012. تبلغ مساحة ناروتو 135.46 كم2. بكثافة سكانية تبلغ 461 نسمة/كم2.

## توأمة
لناروتو (توكوشيما) اتفاقيات توأمة مع:
- لونبورغ

## معرض صور

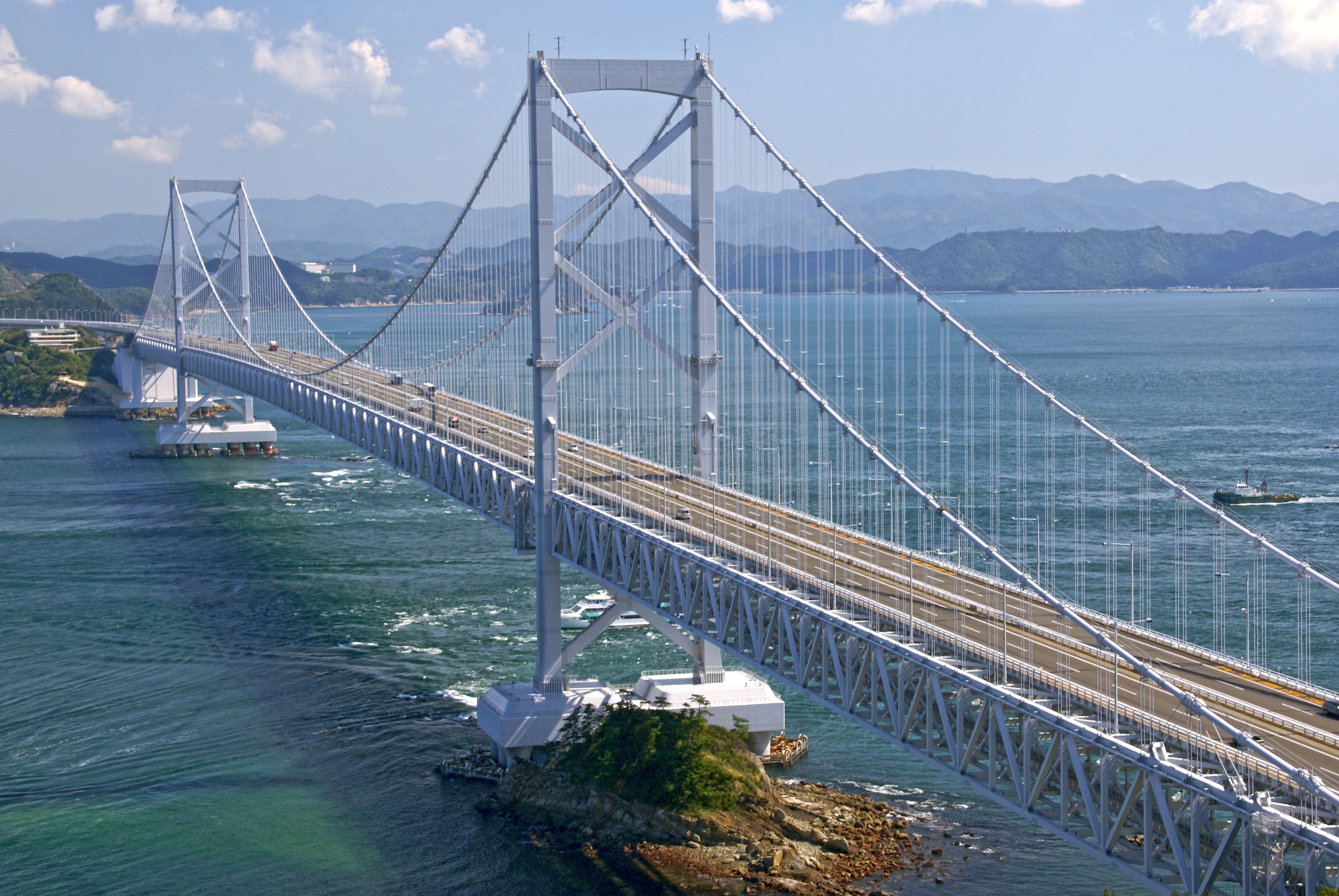
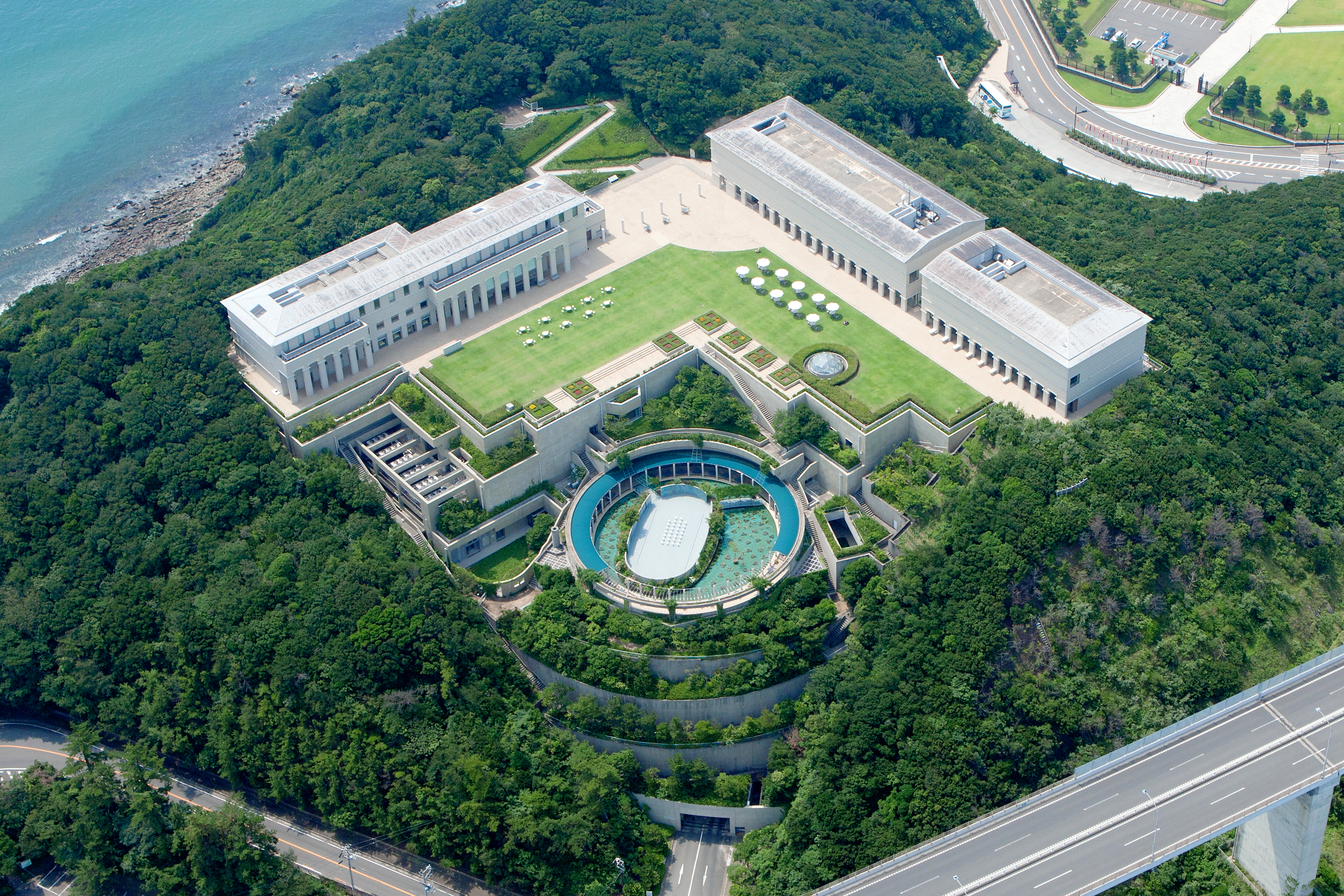
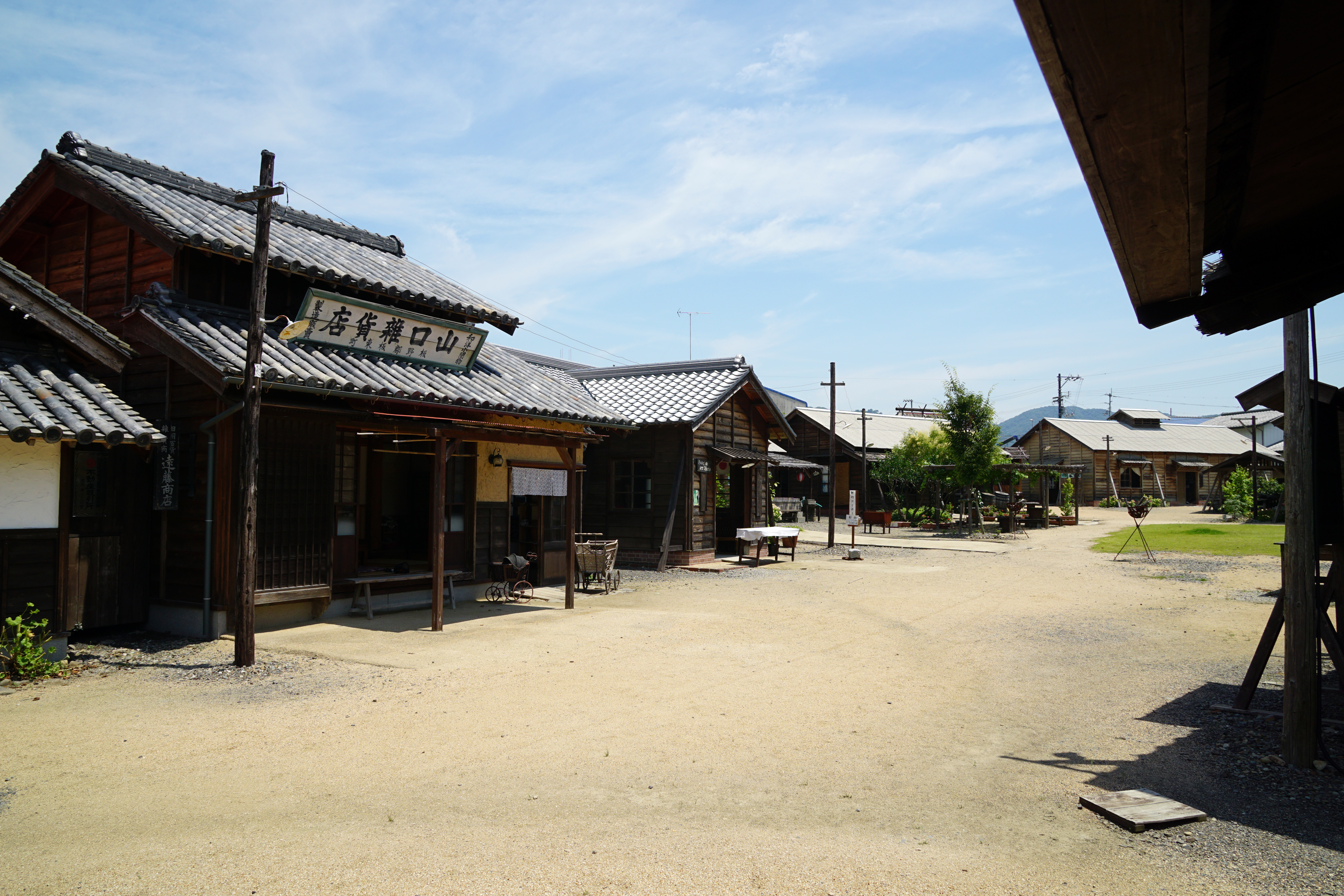
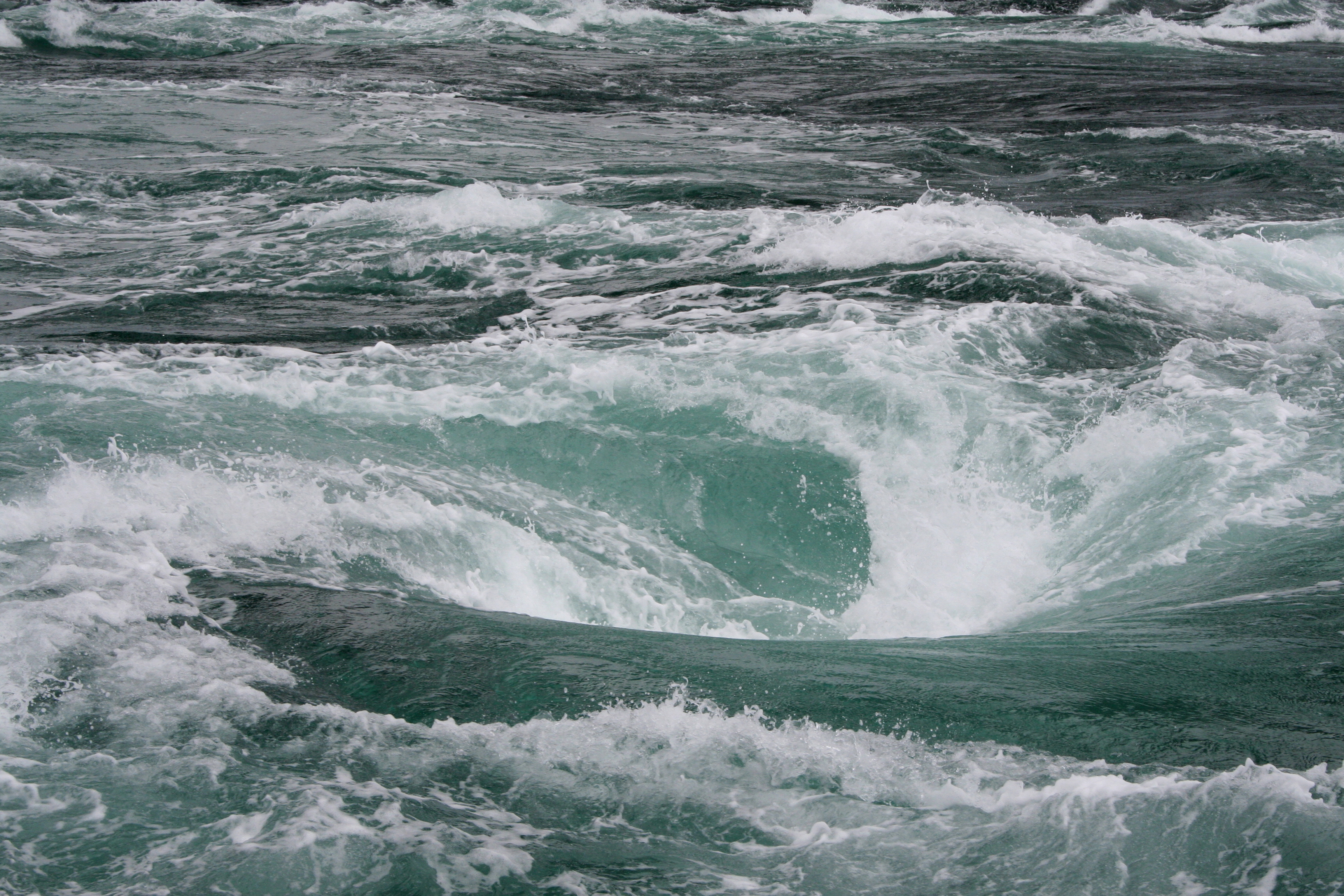

## أعلام
- ريو واتانابي
- هيروكي ناكازاوا
- يويا أونوأإيه
- يوشينوري دوإي
- كازويا فوجيتا